# 謝士元
謝士元（？—？），字仲仁，福州府長樂縣（今福州市長樂區）人。明朝官吏、進士出身。

## 生平
景泰五年（1454年），登進士，授戶部主事，督查通州糧倉，屢次與太監矛盾。天順七年（1463年），升爲建昌府知府，期間平定豪強。之後因丁憂離去，除服后醫用為廣信府知府，發兵討伐處州盜民受傷，仍力戰獲勝。改永平府知府，因母喪不赴任，除服，啟用為四川右參政，晉右布政使。
弘治元年（1488年），任都察院右副都御史，巡撫四川，期間平定當地土官煽亂。次年因事連坐下獄，後來得白，致仕回鄉。子謝廷柱，弘治己未進士。